# Schleicher ASK 21

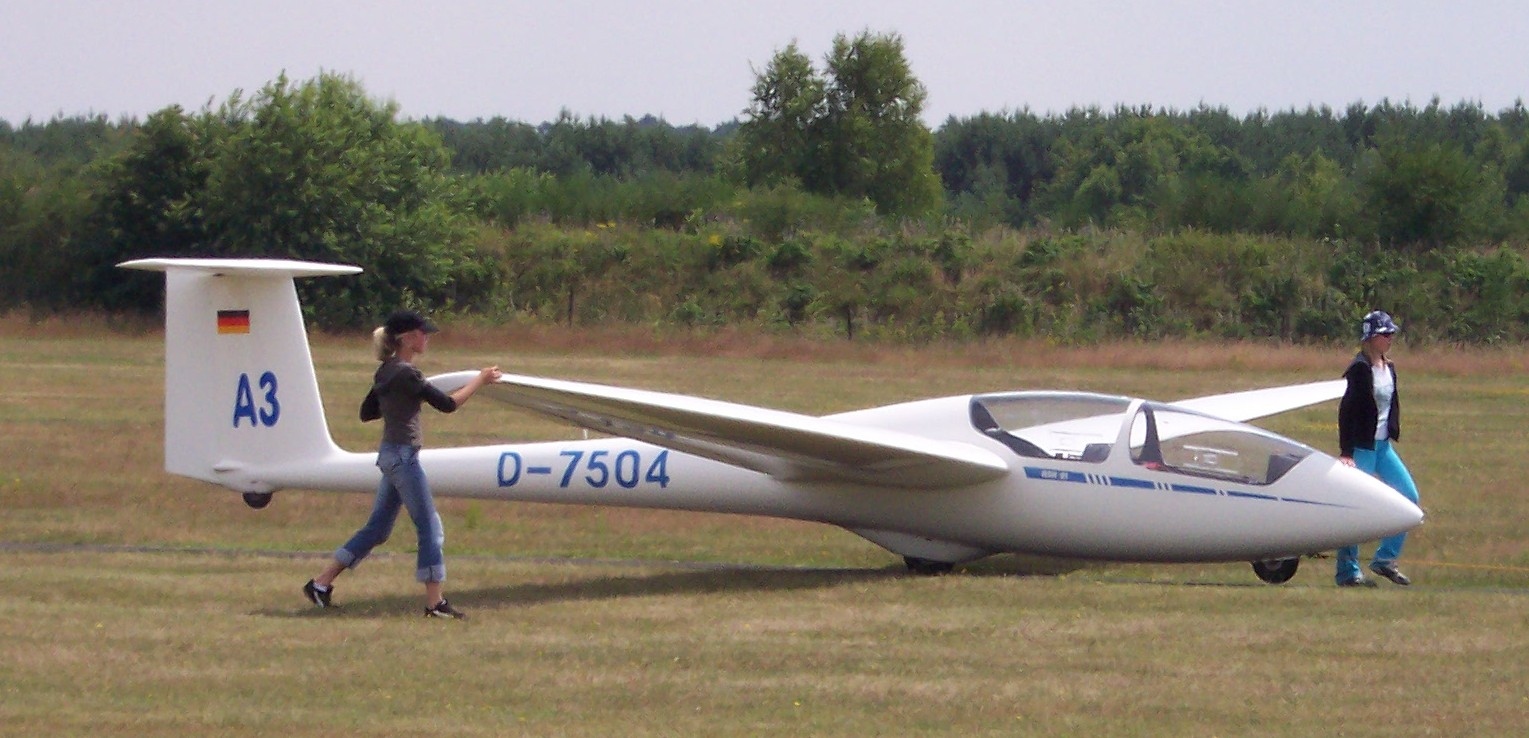
Uno Schleicher ASK 21 a terra.

Lo Schleicher ASK 21 è un aliante biposto appartenente alla categoria A (acrobatica) prodotto dall'azienda tedesca Alexander Schleicher GmbH & Co dagli anni settanta e tuttora in produzione.
Molto indicato per l'attività addestrativa e per la scuola, l'ASK 21 è tra i più diffusi nei club di tutto il mondo essendo anche impiegato per l'"avvicinamento" al volo e per i voli turistici. Diversi ASK 21, parte dei quali acquisiti con fondi Aero Club d'Italia, sono impiegati dagli aero club italiani sia per scuola di volo a vela primo periodo che per "training" avanzato e addestramento all'acrobazia in aliante. Fra i principali utilizzatori italiani di ASK 21 vi sono l'Aero Club "Adele Orsi" di Calcinate del Pesce (Varese) con sei esemplari (tra cui un ASK 21 Mi motorizzato), l'Aero Club "Alberto Bianchetti" di Rieti con quattro esemplari, l'Aeroclub Volovelistico Lariano di Alzate Brianza (Como) con tre e l'aviosuperficie San Mauro di Premariacco (UD) con altri tre esemplari.

## Storia

### Sviluppo
L'ASK 21 è stato progettato da Rudolf Kaiser come moderno sostituto per l'omologo e popolare ASK 13, al fine di coprire la necessità di un moderno aliante biposto scuola e colmare il divario tra gli alianti destinati alla formazione iniziale dei piloti e alianti con buone prestazioni di volo.
Il prototipo, il primo aliante della Schleicher realizzato interamente in vetroresina, venne portato in volo per la prima volta nel dicembre 1978 e, dopo aver valutato [chi?] le prestazioni molto soddisfacenti, venne avviato alla produzione nel 1979 che, dopo oltre 800 esemplari costruiti, rimane ancora in listino.
Nel dicembre 2004 una nuova versione dotata di motore di sostentamento (motoaliante) retrattile in fusoliera, la ASK 21 Mi, ha effettuato il primo collaudo di volo. Uno di essi è nella flotta dell'Aero Club "Adele Orsi" di Calcinate del Pesce, e un altro è presso l'Aero Club "Alberto Bianchetti" di Rieti.

### Caratteristiche di volo
È particolarmente stabile e ha medie prestazioni. L'efficienza pari a 34, a 90 km/h con due piloti e 85 km/h con un pilota, lo rendono un discreto veleggiatore, adatto anche a voli di distanza (e durata) notevoli. La velocità massima è di 280 km/h, la velocità di manovra 180 km/h, i fattori di carico limite vanno da +6,5 a -4,0 g; ciò permette di eseguire un intero programma acrobatico formato da sole figure semplici; per l'utilizzo acrobatico si suole ricorrere all'aggiunta di zavorra in coda per variarne il baricentro e rendere l'aerodina più instabile, permettendo ad esempio la vite, manovra generalmente difficile da eseguire con l'ASK 21, è praticamente inesistente quella "spontanea", anche in turbolenza o prossimi allo stallo l'aliante non tende ad avere cadute d'ala.

## Descrizione tecnica
L'ASK 21 è un aliante di costruzione moderna; la struttura è principalmente realizzata in vetroresina, con componenti in carbonio per aumentarne la resistenza, con alcune parti in legno.
La fusoliera è caratterizzata dalla presenza di un abitacolo con due posti in tandem con doppi comandi, chiuso da un tettuccio in plexiglas, dotato di cerniera espellibile per una più rapida uscita in caso di lancio con paracadute. Il cockpit è dotato di strumentazione completa (anemometro, altimetro, variometro, radio, virosbandometro, filo di lana, bussola) con diverse ore di autonomia (strumenti alimentati a batteria, media di circa 8 ore di funzionamento). Posteriormente termina in un impennaggio di coda a T.
L'ala, montata media e rastremata, è dotata di due diruttori (uno per semiala) sul dorso alare. Ha una apertura alare di 17 m, con un allungamento alare pari a 16,1 e una superficie alare di 17,95 m².
Il carrello d'atterraggio è monotraccia fisso con ruotino anteriore e ruota principale munita di freno; come ogni aliante l'ASK 21 può essere smontato per il trasporto in un carrello su strada.
Il peso massimo al decollo è 600 kg, e il peso a vuoto 360 kg.

## Utilizzatori

### Militari
Portogallo
- Força Aérea Portuguesa

 Italia
- Aeronautica Militare